# Alteno-Radden Ergänzung
Alteno-Radden Ergänzung este o arie protejată (sit de importanță comunitară — SCI) din Germania întinsă pe o suprafață de 4,95 ha, integral pe uscat.

## Localizare
Centrul sitului Alteno-Radden Ergänzung este situat la coordonatele 51°52′07″N 13°51′09″E / 51.8686°N 13.8525°E.

## Înființare
Situl Alteno-Radden Ergänzung a fost declarat sit de importanță comunitară în martie 2004 pentru a proteja un număr necunoscut de specii din flora spontană și fauna sălbatică aflate în arealul zonei.

## Biodiversitate
Situată în ecoregiunea continentală, aria protejată conține 2 habitate naturale: Pajiști calcaroase din nisipuri xerice, Păduri central-europene de pin scoțian cu licheni.
La baza desemnării sitului se află un număr nedeclarat de specii protejate.
Pe lângă speciile protejate, pe teritoriul sitului au mai fost identificate 3 specii de plante, 1 specie de nevertebrate.